# Різанина Граттана

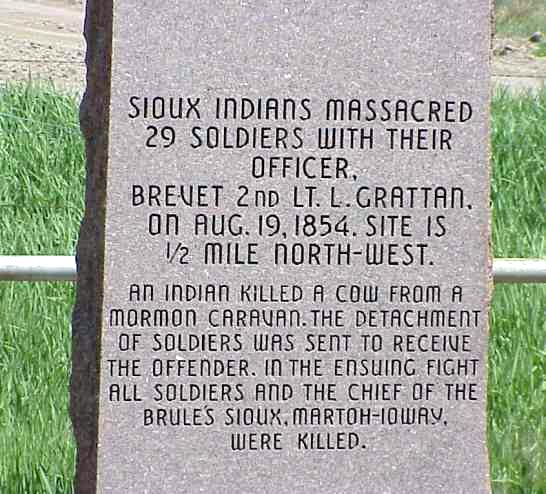
Пам'ятний камінь

Різанина Граттана — бій між індіанським народом лакота та загоном армії США, що відбувся 19 серпня 1854 року на схід від форту Ларамі на території сучасного штату Вайомінг, перший серйозний збройний конфлікт між армією США та індіанцями лакота.

## Передісторія
Навесні 1849 року до переселенців, що рухався по Орегонському шляху, і мормонам, додалися тисячі білих людей, які кинулися в Каліфорнію до нових родовищ золота. Переселенці принесли на Великі Рівнини нові хвороби, до яких у індіанців не було імунітету. Напруга між індіанцями і білими людьми наростала. В цьому ж році на рівнинах спалахнула холера, яка забрала життя багатьох індіанців. У тому ж році уряд США купив торговий пост на річці Ларамі і розмістив там військовий гарнізон. Щоб запобігти інцидентам з індіанцями, влада США вирішила провести раду з племенами Великих Рівнин у форті Ларамі. У лютому 1851 року Конгрес США виділив на нього гроші.
Восени 1851 року в форті Ларамі зібралися 12 тисяч індіанців з племен лакота, шайенна, арапахо, кроу, шошони, гровантри, ассінібойни, арікара, мандала і хідатса. Між племенами було укладено мир і позначені межі їх територій. З урядом був підписаний договір, згідно з яким племена дозволили зводити на своїх територіях дороги, торгові пости і форти, отримавши за це компенсацію. Позаяк вести справи з численними лідерами племен було складно, американці вирішили призначити верховних вождів для кожного племені. Для лакота був обраний Атакуючий Ведмідь, вождь однієї з громад племені брюле народу лакота.
У липні 1854 року брюле, оглала і невелика частина міннеконжу очікували свої щорічні товари з компенсації і знаходилися поблизу від річки Норт-Платт в декількох милях від форту Ларамі. Зібралося близько 3 тисяч лакота. Лакота очікували прибуття індіанського агента, вони голодували і серед них зростало невдоволення.
В цей час повз великого індіанського табору просувався мормонський обоз, який слідував в Юту. Позаду обозу один з мормонів гнав кульгаву корову. Корова відстала і переселенець, боячись індіанців, поспішив за караваном. Один з міннеконжу вистрілив у корову і вбив її. Коли обоз прибув у форт Ларамі, мормон, який втратив корову, вирушив до командувача і розповів про те, що трапилося, значно перебільшивши масштаб події. Лейтенант Флемінг не хотів починати війну через ледь живу корову, до того ж у форт прибув Атакуючий Ведмідь, щоб особисто залагодити інцидент.

## Бій
В цей час інший командир, лейтенант Джон Граттан виступив з форту Ларамі у супроводі 30 добровольців і з двома гірськими гаубицями. Загін супроводжував метис Огюста Люсіан, який знав мову лакота. Перекладач був п'яний і постійно вигукував погрози на адресу індіанських воїнів. Атакуючий Ведмідь зустрів військо Граттана і намагався домовитися з молодим лейтенантом, знову запропонувавши будь-якого коня за вбиту корову. Вождь оглала Той ЩО Боїться Своїх Коней намагався допомогти Атакуючому Медведю запобігти зіткненню. Граттан вимагав привести винного, не розуміючи того, що жоден з вождів лакота не мав достатньої влади, щоб видавати своїх одноплемінників. Високий Лоб, воїн міннеконжу, який убив корову не погодився на арешт. Він попросив вождів відійти і залишити його одного з солдатами, він не хотів втягувати лакота в неприємності. Міннеконжу хотів померти як воїн на полі бою, а не у в'язниці білих людей. Атакуючий Ведмідь тягнув час, щоб обміркувати ситуацію. Перекладач Люсіан продовжував ображати і погрожувати індіанцям. Вожді лакота попросили Граттана почекати, щоб ще поговорити з Високим Чолом, а Атакуючий Ведмідь нагадав офіцерові про мирний договір, підписаний у форті Ларамі.
Тим не менше, Джон Граттан не збирався чекати і відмовив вождям. Він віддав наказ і піхотинці здійснили декілька пострілів, після чого дали залп з гаубиць. Атакуючий Ведмідь та кілька індіанців було поранено. Лакота випустили в солдатів безліч стріл, Граттан загинув одним з перших. Втративши свого командира, піхотинці почали відступати. Вони зайняли оборону на невеликому пагорбі, але їм вдалося протриматися не більше 10 хвилин — врятуватися вдалося лише одному, але і він помер від ран через кілька днів.

## Наслідки
Вождь Атакуючий Ведмідь від отриманих поранень помер через кілька днів. Індіанці спустошили найближчий торговий пост і, відповідно до сезону, розбилися на невеликі групи і роз'їхалися у пошуках бізонів.
Попри те, що Атакуючий Ведмідь перед смертю умовляв одноплемінників не мститися за нього білим людям, звичай вимагав від родичів вождя помсти. У листопаді того ж року, в час, коли індіанці звичайно не воювали, невеликий військовий загін брюле, в якому знаходився майбутній верховний вождь Плямистий Хвіст, атакував поштовий диліжанс недалеко від форту Ларамі. Індіанці вбили і пограбували трьох білих. Військова влада США направили проти лакота каральну експедицію під командуванням генерала Вільяма Харні. На світанку 3 вересня 1855 року солдати атакували селище брюле на Еш-Холлоу. Індіанський табір був знищений, 86 людей було вбито, багато жінок і дітей захоплено в полон.